# Tanaecia lepidea
Tanaecia lepidea, hay bướm giáp cánh liềm đuôi xám, là một loài bướm giáp được tìm thấy ở Nam Á  và Đông Nam Á.

## Mô tả
Mặt trên màu nâu sẫm, nhạt hơn ở con cái, với các vạch ngang màu đen rất ngoằng ngoèo chạy ngang qua bờ của cả cánh trước và cánh sau và một dải đĩa xiên trên cánh trước; một dải màu xám tro dọc theo đáy của cả cánh trước và cánh sau, dần dần mở rộng từ đỉnh của cánh trước, rất hẹp, đến ô cánh sau, nó bao phủ khoảng một phần ba cánh. Ở con cái, dải này có viền hẹp bên ngoài với màu nâu. Vảy ở đáy cánh có màu trắng. Râu, đầu, ngực và bụng phía trên màu nâu sẫm; bên dưới, các vảy có màu đỏ hung và phần ở giữa có màu trắng sẫm được bao phủ bởi lớp vảy màu nâu. Mặt dưới: Con đực màu nâu đất, con cái màu nâu sáng. Ở cả hai giới, màu nhạt hơn ở cánh sau; cánh trước hơi hẹp, cánh sau rộng hơn nhiều có màu xám hoa cà ở đáy cuối và dọc theo mép lưng của cánh sau; các tế bào của cả hai cánh với các đường ngang uốn lượn màu nâu sẫm và các đường màu đen hình vòng; cả cánh trước và cánh sau được cắt ngang bởi các sọc tối rộng hơi khuếch tán và hậu đĩa hẹp hơn, nổi bật ở cánh trước, mờ ở cánh sau. Con đực có một mảng vảy sẫm màu riêng biệt phía trên gân thứ tư ở mặt trên của cánh sau.

## Phân bố
Loài này được tìm thấy ở vùng hạ lưu Himalaya về phía đông từ Almora, Ghat Tây, miền trung Ấn Độ, Orissa, Bengal và vào Assam và Bán đảo Mã Lai. Chúng sống trong rừng.

## Vòng đời
Ấu trùng: Có hình dạng giống chi Euthalia với màu xanh lá cây với một hàng mắt đơn màu đỏ nhạt. Ở giữa có màu xanh lam ở mặt lưng; các gai có màu vàng.
Nhộng: Đầu hẹp hơn Euthalia garuda với màu xanh lá cây, các điểm vàng pha chút đen và một vài đốm vàng lớn ở giữa.
Cây chủ của loài này bao gồm Melastoma malabathricum và Planchonia careya .

## Hình ảnh

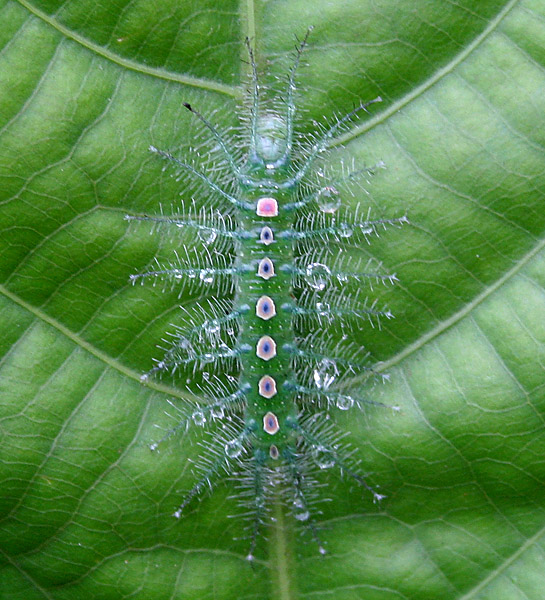
Ấu trùng trên cây Careya arborea
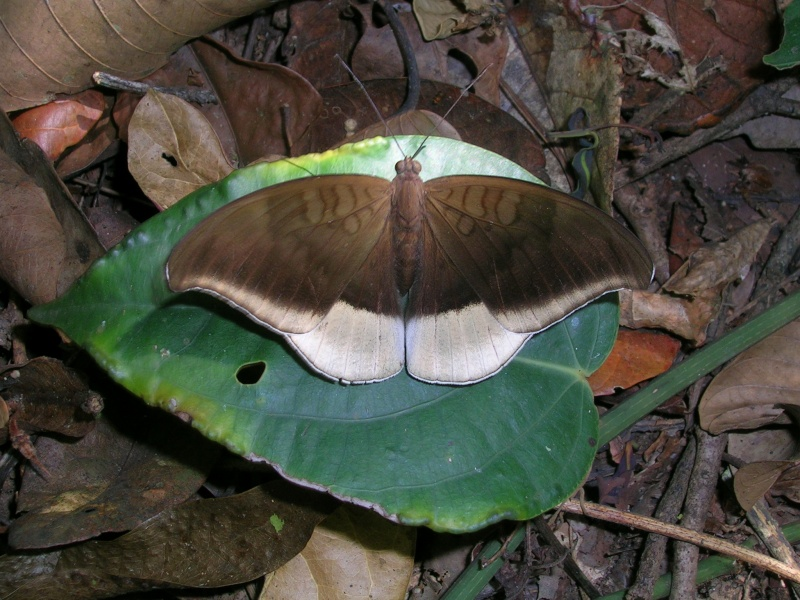
Đậu trên lá cây
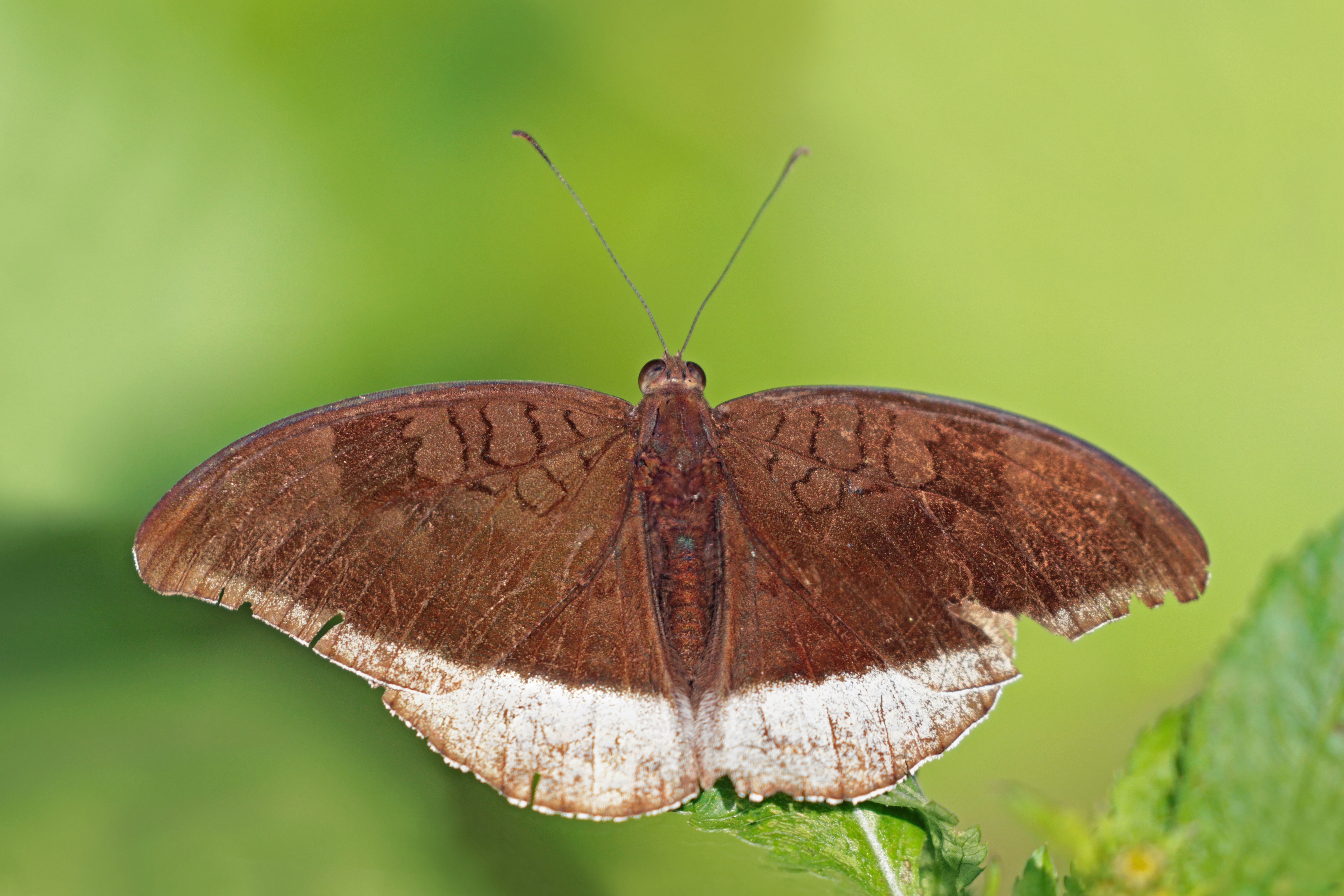
Phân loài T. l. lepidea, Nepal